# Burgundofara
Święta Burgundofara, znana także jako święta Fara (zm. ok. 657) – frankońska zakonnica, święta Kościoła katolickiego i prawosławnego. Założycielka i pierwsza przełożona opactwa w Faremoutiers.
Była córką hrabiego Agnerica, dworzanina króla Teodeberta II. Pochodziła z religijnej rodziny. Jej braćmi byli późniejszy św. Waldebert (mnich z Luxeuil), św. Faro (biskup Meaux przez 46 lat i kanclerz króla Chlotara II) oraz św. Chagnoald (biskup Laon). Jako dziecko została pobłogosławiona przez mnicha-misjonarza Kolumbana (późniejszego świętego).
Burgundofara odrzuciła żądania ojca, który chciał by wyszła za mąż, decydując, że zostanie zakonnicą. Na ziemiach ojca założyła opactwo
Evoriacum, które później na jej cześć przemianowano ją na Faremoutiers. Była jego przełożoną przez trzydzieści siedem lat. Cieszyła się ogromnym poważaniem w kraju i za granicą. Zmarła około 657 roku (niektóre źródła podają inne daty).
Wspomnienie św. Burgundofary obchodzone jest 3 kwietnia.